# В помощь беспризорным детям (первая серия марок)
«В по́мощь беспризо́рным де́тям» первая серия — многолетняя тематическая серия почтовых марок СССР с изображениями детей, которая выпускалась в 1926—1927 годах (с 20 декабря 1926 года по 1 апреля 1927 года согласно каталогу почтовых марок Михель).
Это первая в СССР многолетняя тематическая серия марок.
Пять из шести задействованных каталогов объединили все марки в одну фиксированную многолетнюю серию:
- русский каталог с нумерацией ЦФА (ЦФА)[1];
- американский каталог Скотт (Scott)[2];
- немецкий каталог Михель (Michel)[3];
- английский каталог Стэнли Гиббонс (SG)[4];
- французский каталог Ивер и Телье (Yvert)[5].

В оставшемся шестом каталоге «Стандарт-Коллекция» (SC) эта серия показана в виде двух серий с одинаковым названием, но между которыми нет никаких ссылок. Поэтому эти марки с разными датами выпуска не формируют одну серию в этом случае.
Здесь 6 марок, это 2-летняя серия, отношение размера серии к её длительности 3. Первый номер серии ЦФА 245, дата выпуска марки с первым номером серии 1926-12-20.
| В помощь беспризорным детям 1 (1926—1927) | В помощь беспризорным детям 1 (1926—1927) | В помощь беспризорным детям 1 (1926—1927) | В помощь беспризорным детям 1 (1926—1927) | В помощь беспризорным детям 1 (1926—1927) | В помощь беспризорным детям 1 (1926—1927) | В помощь беспризорным детям 1 (1926—1927) | В помощь беспризорным детям 1 (1926—1927) | В помощь беспризорным детям 1 (1926—1927) | В помощь беспризорным детям 1 (1926—1927) | В помощь беспризорным детям 1 (1926—1927) |
| №                                         | Дата                                      | ЦФА                                       | SC2                                       | Scott                                     | Michel                                    | SG                                        | Yvert                                     | Ном.                                      | Кр.опис‑е                                 | Изобр-е                                   |
| ----------------------------------------- | ----------------------------------------- | ----------------------------------------- | ----------------------------------------- | ----------------------------------------- | ----------------------------------------- | ----------------------------------------- | ----------------------------------------- | ----------------------------------------- | ----------------------------------------- | ----------------------------------------- |
| 1                                         | 1926-12-20Mi                              | 245                                       | 1153                                      | B48                                       | 313 Z                                     | 473B                                      | 359                                       | 10к                                       | Дети                                      |                                           |
| 2                                         | 1927-1-19Mi                               | 246                                       | 1154                                      | B49                                       | 314 Z                                     | 474B                                      | 360                                       | 20к                                       | В. И. Ленин в детстве                     |                                           |
| 3                                         | 1926-12-20Mi                              | 247                                       | 1156                                      | B50                                       | 313 Y                                     | 473B                                      | 361                                       | 10к                                       | Дети                                      |                                           |
| 4                                         | 1927-1-19Mi                               | 248                                       | 1157                                      | B51                                       | 314 Y                                     | 474B                                      | 362                                       | 20к                                       | В. И. Ленин в детстве                     |                                           |
| 5                                         | 1927-4-1Mi                                | 249                                       | 2159                                      | B52                                       | 315                                       | 475                                       | 363                                       | 8к+2к                                     | Дети                                      |                                           |
| 6                                         | 1927-4-1Mi                                | 250                                       | 2160                                      | B53                                       | 316                                       | 476                                       | 364                                       | 18к+2к                                    | В. И. Ленин в детстве                     |                                           |